# 美丽仿拟溪蟹
美丽仿拟溪蟹（学名：Parapotamonoides endymion）为溪蟹科仿拟溪蟹属的动物。在中国大陆，分布于云南等地，常栖息于淡水湖泊及溪流中。